# 刘允真
刘允真（1946年7月—2019年1月），又名刘丁，原籍湖南宁乡。父亲刘少奇，母亲为刘少奇第四任妻子王前。

## 生平
1946年7月生于延安；
1962年毕业于北京101中学，考入北京郊区的良乡农业技术学校；
1966年下放到北京郊外的八达岭延庆山区教书；
1967年和姐姐刘涛，根据与母亲王前见面的谈话，写了轰动全国揭发刘少奇的大字报《造刘少奇的反，跟着毛主席干一辈子革命》《看！刘少奇的丑恶灵魂》；
文化大革命结束后在北京国家科学技术协会工作；
改革开放后，曾到广西等地从事经济管理工作；
1996-2006年，担任湖南省长沙市商业银行北区支行副行长；
2019年1月4日，因肺心病医治无效，在解放军总医院第四医学中心（原304医院）病逝，享年72岁。